# Мамалига (пункт контролю)
48°15′20″ пн. ш. 26°35′15″ сх. д. / 48.25556° пн. ш. 26.58750° сх. д.

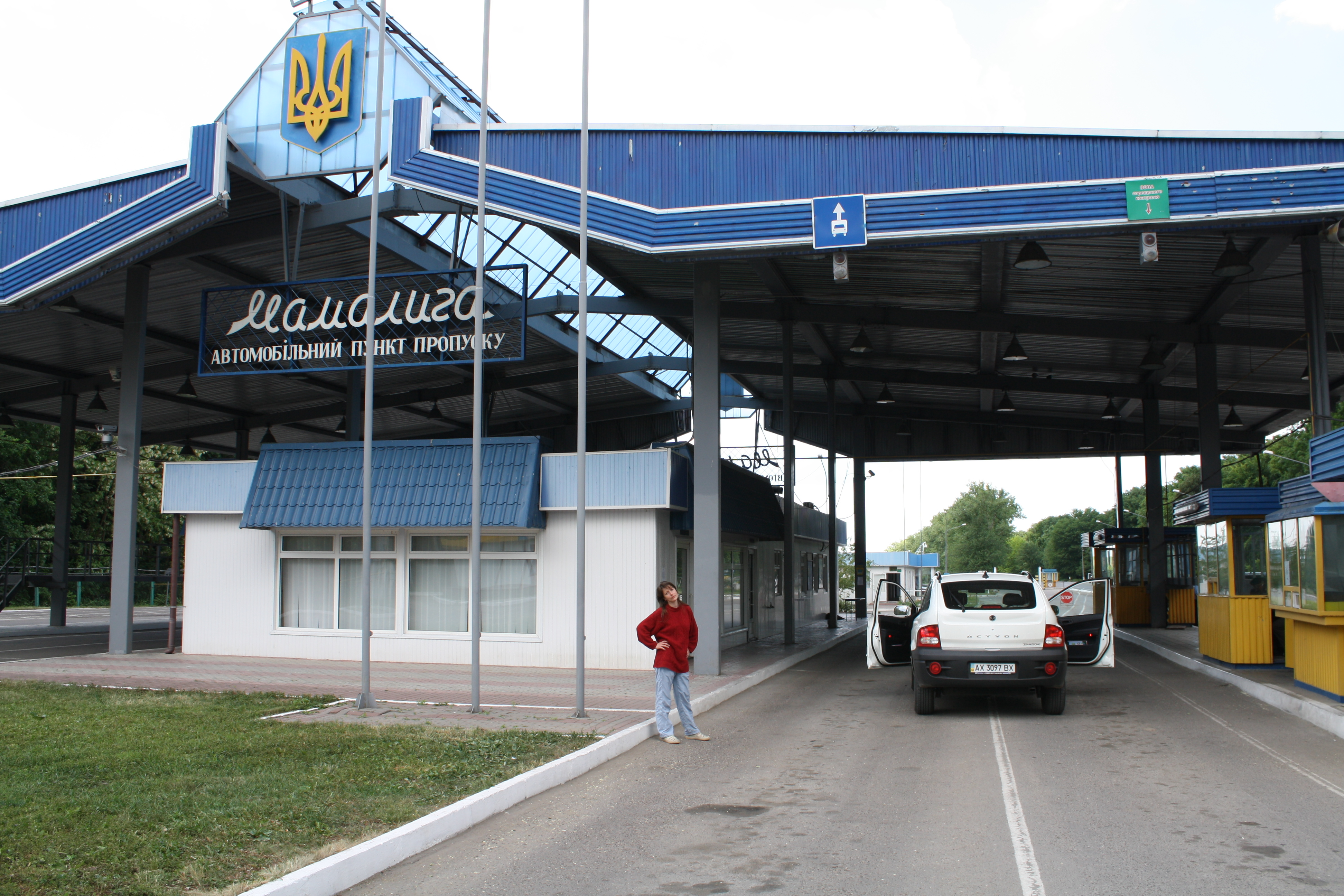
Пункт пропуску «Мамалига»

Мамали́га — пункт пропуску через державний кордон України на кордоні з Молдовою. Через пропускний пункт здійснюється два види пропуску: залізничний та автомобільний.
Розташований у Чернівецькій області, Новоселицький район, поблизу села Мамалига, на автошляху Н10. З молдавського боку знаходиться пункт пропуску «Крива», Бричанський район, на трасі М14 у напрямку Ліпкан.
Вид пункту пропуску — автомобільний, залізничний. Статус пункту пропуску — міжнародний.
Характер перевезень — пасажирський, вантажний.
Окрім радіологічного, митного та прикордонного контролю, автомобільний пункт пропуску «Мамалига» може здійснювати санітарний, фітосанітарний, ветеринарний, екологічний контроль та контроль Служби міжнародних автомобільних перевезень.
У той же час залізничний пункт пропуску «Мамалига» здійснює ті самі форми контролю за винятком контролю Служби міжнародних автомобільних перевезень.
Автомобільний пункт пропуску «Мамалига» входить до складу митного посту «Кельменці» Чернівецької обласної митниці. Код пункту пропуску — 40803 15 00 (11), залізничний пункт контролю має код 40803 16 00 (12).

## Перспективи розвитку
Перспективним в околиці села Мамалига є будівництво мосту через річку Прут і пункту пропуску та з'єднання їх з автошляхом Т 2610 з української сторони, а з румунської сторони з'єднання з автошляхом 29А та містом Дарабань.